# Agrippa (månkrater)

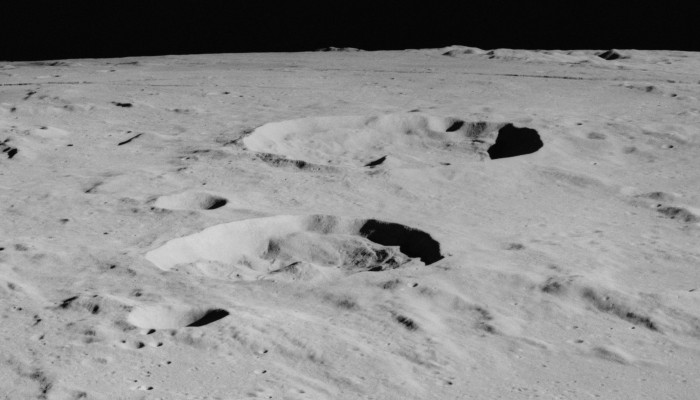
Överblicksvy över månkratrarna Agrippa (ovan i centrum av bilden) och Godin (under centrum i bilden). Foto taget av Apollo 16 i nordlig riktning i sned vinkel.

Agrippa är en nedslagskrater på månen som är lokaliserad till den sydöstra gränsen av Mare Vaporum. Den är lokaliserad till norr om kratern Godin, och den oregelbundna kraterformationen Tempel ligger strax öster om den. I norr och nordöst går långa djupa kanaler tillhörandes Rima Ariadaeus längst en kurs mot öst-sydöst, tills de når den västra gränsen av Mare Tranquillitatis. Kratern är uppkallad efter den grekiska astronomen Agrippa som verkade under 000-talet f.Kr..
Agrippas kraterrand har en ovanlig form, vilken påminner om en sköld med en avrundad sydlig kraterrand och en kantigare form på den norra halvan. Insidan är något ojämn, med en central upphöjning i kraterns mittpunkt.
 Agrippa är 46 kilometer i diameter och 3,1 kilometer djup. Kratern är från den Eratosthenianska-perioden, vilken varade från 3,2 till 1,1 miljarder år sedan.

## Satellitkratrar
På månkartor är dessa objekt genom konvention identifierade genom att placera ut bokstaven på den sida av kraterns mittpunkt som är närmast kratern Agrippa.
| Agrippa | Latitud | Longitud | Diameter |
| ------- | ------- | -------- | -------- |
| B       | 6.2° N  | 9.4° Ö   | 4 km     |
| D       | 3.8° N  | 6.7° Ö   | 20 km    |
| E       | 5.2° N  | 8.5° Ö   | 5 km     |
| F       | 4.4° N  | 11.4° Ö  | 6 km     |
| G       | 3.9° N  | 6.2° Ö   | 13 km    |
| H       | 4.8° N  | 10.7° Ö  | 6 km     |
| S       | 5.3° N  | 8.9° Ö   | 32 km    |